# دهنو فاضلي
دهنو فاضلي (بالفارسية:  ده نوفاضلی) هي منطقة سكنية تقع في إيران، مقاطعة لامرد، بلدة تشاه ورز، قسم شيخ عامر. وحسب احصاءات سنة 2006 كان مجموع عدد سكانها 183 نسمة يعيشون في 44 أسرة.